# 즈레체

즈레체의 위치

즈레체(슬로베니아어: Zreče, 독일어: Rötschach 뢰차흐[*])는 슬로베니아의 도시로 면적은 67.0km2, 높이는 396m, 인구는 6,245명(2002년 기준), 인구 밀도는 93.2명/km2이다.